# Team Fakta
Team Fakta was een Deense wielerploeg, actief in de jaren 1999-2003.
Eind 2003 fuseerde Team Fakta met de ploeg Alessio. In 2004 gingen zij samen door onder de naam Alessio-Bianchi.

## Bekende oud-renners
- Kurt-Asle Arvesen (2001-2003)
- Magnus Bäckstedt (2002-2003)
- Lars Bak (2001-2003)
- Frank Høj (2003)
- Allan Johansen (2001-2003)
- Danny Jonasson (2000)
- Marcus Ljungqvist (2000-2002)
- Nicki Sørensen (2000)
- Michael Skelde (2001-2003)
- Scott Sunderland (2001-2003)

## Grote rondes
| Jaar | Ronde van Italië                      | Ronde van Italië      | Ronde van Frankrijk | Ronde van Frankrijk | Ronde van Spanje   | Ronde van Spanje |
| Jaar | hoogste klassering                    | etappewinst           | hoogste klassering  | etappewinst         | hoogste klassering | etappewinst      |
| ---- | ------------------------------------- | --------------------- | ------------------- | ------------------- | ------------------ | ---------------- |
| 2003 | 23e Scott Sunderland Magnus Bäckstedt | 10e Kurt-Asle Arvesen | geen deelname       | geen deelname       | geen deelname      | geen deelname    |